# Естонський національний коледж оборони
Естонський національний коледж оборони (ест. Kaitseväe Ühendatud Õppeasutused) — вищий навчальний заклад прикладних наук збройних сил Естонії, підпорядкований Міністерству оборони країни та розташований у місті Тарту.
Коледж займається підготовкою офіцерів регулярних збройних сил та Союзу оборони Естонії, а також інших військових організацій. Він є провідним навчальним закладом Естонії, який спеціалізується на військових дослідженнях та розвитку військової науки. Також коледж активно співпрацює з НАТО та іншими навчальними закладами країни.
Академічна програма надає збалансовану освіту та викладання військових і цивільних навчальних предметів, щоб підготувати офіцерів інтелектуально для служби в армії на командних посадах. Допомогу викладацькому складу надають учені із провідних університетів Естонії. Умови навчання та проживання кадетів відповідають сучасним стандартам.
У Вищому військовому училищі коледжу навчаються майбутні офіцери, а у Військовій школі — майбутні молодші офіцери.

## Історія

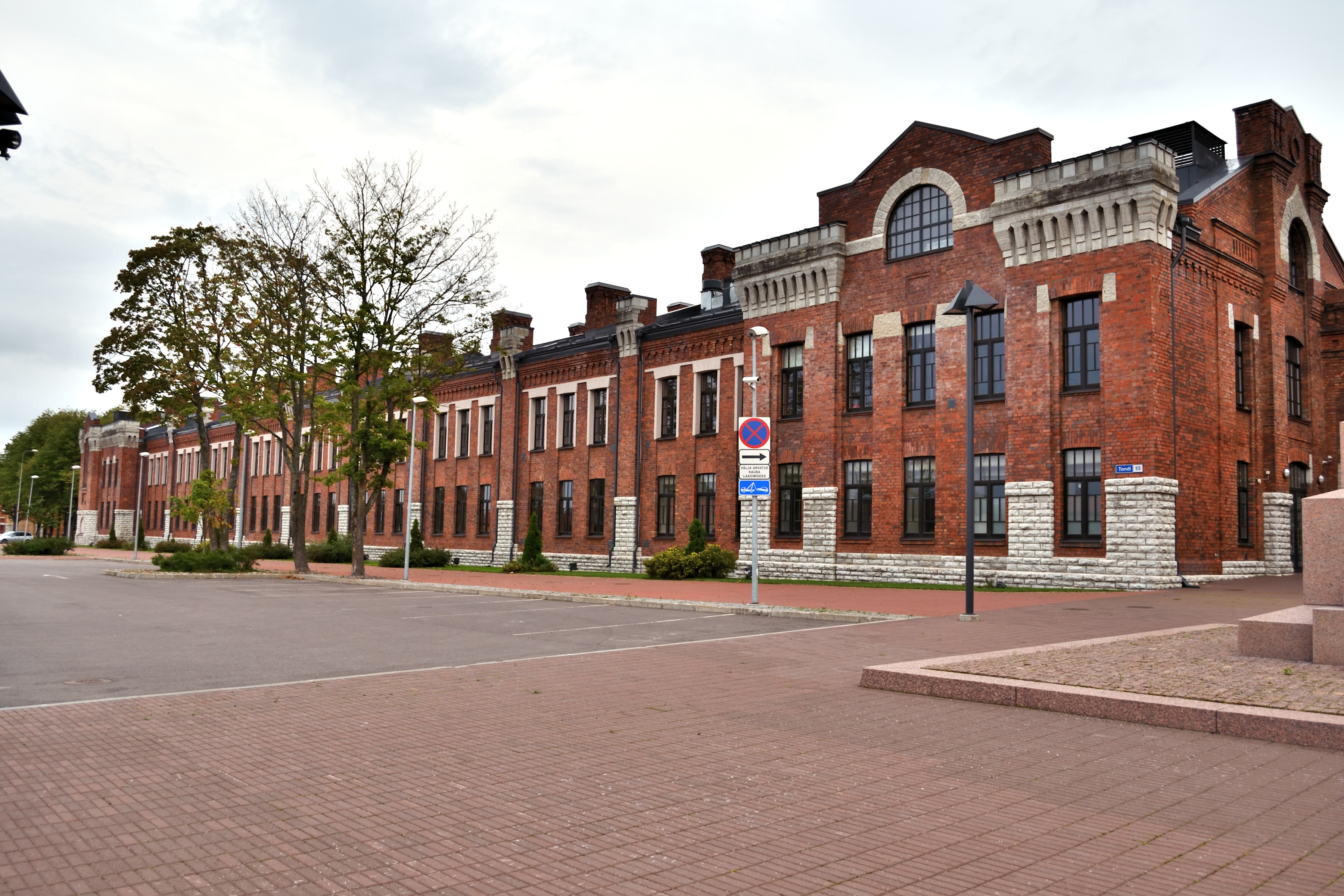
Казарма у Тонді, 55 в м. Таллінн

Історія коледжу починається 3 квітня 1919 року, коли за участі генерал-майора Йохана Лайдонера було засновано Республіканське військове училище для підготовки молодшого офіцерського складу піхоти, артилерії та кінноти. Воно спочатку знаходилося в Таллінні на вулиці Техніка у колишній будівлі залізничного технічного училища. З 1923 року військове училище розміщувалось у казармах військової бази колишньої морської фортеці Петра I.

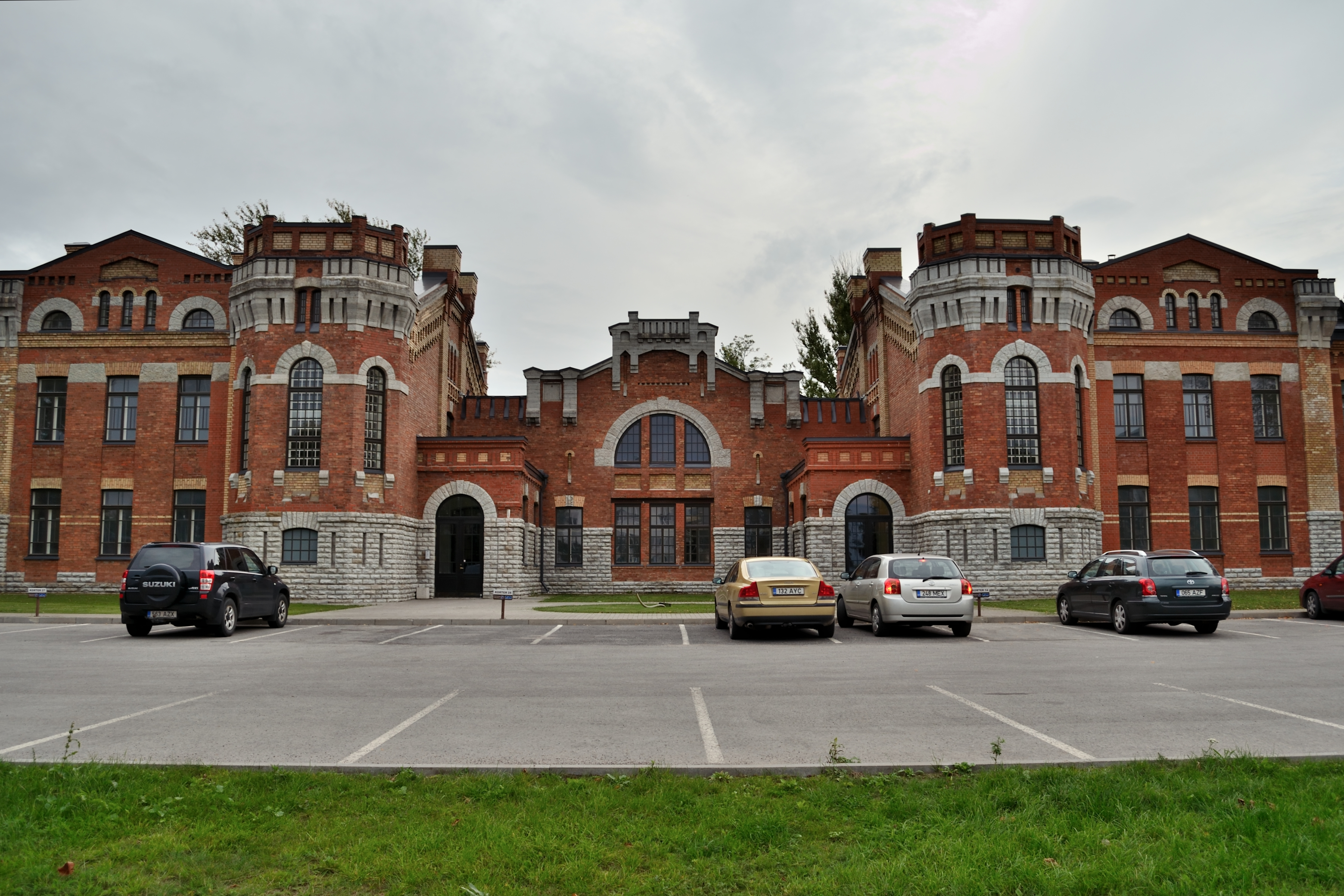
Тонді, 55, Таллінн. Колишній головний вхід до Вищого військового училища

Влітку 1923 року всі навчальні заклади збройних сил країни було об'єднано у Державну школу оборони, до якої ввійшли:
- Вище військове училище, засноване 1 серпня 1925 року; раніше — курси Генерального штабу (1921)
- Училище унтер-офіцерів, засноване 22 січня 1921 року; у 1936 році реорганізоване в училище молодших офіцерів[et]
- Військове училище, засноване 3 квітня 1919 року
  - Навчальні курси військового училища для кадетів-офіцерів запасу (з 1928 року), курси з 1923 року, раніше — клас офіцерів запасу (1922)
  - Комбіновані курси військового училища для підготовки командирів батальйонів, рот та батарей (з 1928 року), раніше — курси офіцерів регулярної армії (1920—1927)
- Технічне училище Збройних сил[et], окремий навчальний заклад у 1920-23 та 1936-40 рр.

За указом уряду республіки 29 серпня 1923 року Державна школа оборони мала об'єднати Військове училище, Вище військове училище, Технічне училище та Школу унтер-офіцерів. До свого закриття ці навчальні заклади розміщувалися у талліннському районі Тонді.
Перші короткострокові офіцерські курси у незалежній Естонії з'явилися у 1991 році, коли було створено коледж Академії внутрішньої безпеки Естонії. У 1993 році, коли академію внутрішньої безпеки було перейменовано на Академію оборони Естонії, коледж також отримав назву Військового коледжу оборони. У 1992 році підготовка офіцерів почала проходити і за кордоном, здебільшого у Фінляндії.
Естонський національний коледж оборони було знову створено указом № 52 від 17 березня 1998 року уряду Естонської республіки на базі Навчального центру Генерального штабу Збройних сил Естонії та існуючого у складі Академії оборони Естонії Військового коледжу оборони. У 1997-98 рр. коледж ще не мав чіткого плану розвитку.

### Трагедія у Вальдекі
14 червня 1934 року під час військових тактичних навчань місті Вальдекі у кадета Йоганнеса Каттая з рук випав знаряд, внаслідок вибуху якого разом із Каттаєм загинуло ще десятеро кадетів, серед яких були Хейно Еерітс, Едуард Кікерпіль, Альфред Війра, Георг Гадд, Карл Трууманн, Алексей Перл, Ендель Ууліст та Хуго Юхкам. 17 червня від поранень помер Фердинанд Хаусенберг. 16 липня у Тонді біля пам'ятника кадетам, які загинули під час спроби державного перевороту 1 грудня 1922 року пам'ятника кадетам, які загинули під час спроби державного перевороту 1 грудня 1922 року, пройшла меморіальна церемонія на честь пам'яті жертв трагедії у Вальдекі, під час якої були присутні начальники військового училища та жіночої оборонної організації Найскодукатсе; також у церемонії брав участь головнокомандувач армії Естонії генерал Лайдонер.
У 1935 році відбулося засідання Військового окружного суду Таллінна, на якому винними у трагедії визнали начальника училища полковника Артура Сауесельга та капітана Вольдемара Теппера. Теппера було звинувачено у службовій халатності і перевищенні повноважень, засуджено до позбавлення волі строком на один місяць та заарештовано в залі суду; Сауесельга було виправдано.

### Відновлення
З 1998 року у Національному коледжі оборони існувало два освітніх напрями. Перший надавав професійну вищу освіту, яка була спрямована передусім на надання більш широкої загальної освіти та необхідних професійних знань і навичок, а також забезпечувала підготовку майбутніх офіцерів для збройних сил країни, у першу чергу командирів підрозділів. Номінальний термін навчання складав 3,5 роки: були передбачені загальні та спеціальні блоки предметів, спеціалізовані курси технічного училища, службова практика та стажування по закінченню навчання (усього 129 кредитів). У загальному плані курсанти отримували знання з історії, політології, соціальних, психологічних, гуманітарних, природничих і точних наук, а також проходили курс іноземної мови. Основну увагу було приділено розвитку навичок управління та тактичних знань, а також навичок командування такими підрозділами, як взвод та рота.
Другий напрям — дипломна освіта — за ідеєю був подібний до попереднього тим, що його мета полягала у наданні навичок командування ротами та батальйонами у мирний та воєнний час додатково до програми, передбаченої професійною вищою освітою. Період навчання також складав 3,5 роки і за навчальним планом становив 151 кредит. Відмінність між професійною та дипломною освітою полягає у тому, що у межах останньої курсанти не отримували спеціальної підготовки та навчальний план був розроблений для надання освіти офіцерам, які вже несуть службу у збройних силах на вищому рівні.
У 1998-99 рр. Естонський національний коледж оборони розташовувався на території Академії внутрішньої безпеки Естонії в Таллінні; влітку 1999 року його було переміщено до міста Тарту.
З 1998 року у коледж знову почав надавати базову вищу освіту офіцерам сухопутних військ Естонії.
У 2001-02 рр. спільно з Фінляндією у коледжі були започатковані окремі курси логістики, саперної справи, зв'язку та артилерійської підготовки. У 2003-04 рр. Фінляндія також надала підтримку в організації спеціалізованих курсів логістики, артилерійської підготовки та протиповітряної оборони.
У 2003 році Естонський національний коледж оборони приєднався до Болонської системи вищої освіти. Трирічний навчальний план базового курсу за системою 3+2 був затверджений постановою Міністерства оборони країни від 24 вересня 2004 року.
Із 2004 року в Естонії вивчалися усі спеціалізації, які раніше існували в інших країнах, зокрема у Фінляндії. 21 липня 2005 року уряд Естонії схвалив Закон про прикладну вищу освіту, згідно з яким Естонський національний коледж оборони отримав право надавати магістерську освіту. Перший магістерський курс було набрано у вересні 2005 року.
У 2006 році коледж згідно з рішенням міжнародної експертної комісії отримав І ступінь акредитації для надання військової освіти у повному обсязі та умовну акредитацію для навчання на магістратурі (умовну через те, що перший курс магістрів ще не випустився). У 2008 році у коледжі з'явилась освітня програма для офіцерів повітряних сил, а у 2011 — також і військово-морських сил.
Також у 2008 році міністри оборони країн Європейського союзу підписали угоду про співпрацю між військовими навчальними закладами країн-членів ЄС. Здійснити це вдалося завдяки освітній програмі Erasmus, яка дозволила викладачам та курсантам Естонського національного коледжу оборони викладати та навчатися у військових навчальних закладах Європи. Також ця угода надала можливість коледжу приймати іноземних викладачів та курсантів.
З 2008 року коледж також бере участь у програмі розвитку якості вищої освіти PRIMUS. Вона уможливила участь коледжу у дослідженнях та розробці питань покращення освіти, зробити внесок до розвитку педагогічних навичок викладачів, розробки навчальних програм та покращувати рівень навчання студентів.
У 2009 році процес отримання акредитація для надання магістерської освіти завершився успіхом. 2010 року до складу коледжу ввійшло Училище молодших офіцерів. 2010 року було створено перший однорічний курс підготовки молодшого офіцерського складу.
Екстернат існує у коледжі з 2010 року для тих офіцерів, які вже давно служать у збройних силах і строк служби яких не дозволяє їм навчатися стаціонарно.
У 2010 році відбулося оцінювання, яке охоплює вищі навчальні заклади по всій країні і спрямоване на зменшення повторень навчальних планів та оцінки стабільності вишів. Естонський національний коледж оборони отримав позитивні оцінки всіх навчальних програм та підтвердив своє право на надання вищої освіти (базового та магістерського рівнів).

## Розташування
У 1919 році навчальний заклад розміщувався у приміщенні колишнього залізничного технічного училища по вулиці Техніка у Таллінні. Оскільки число курсантів збільшувалося, у 1920 році училище було перенесене з місто до комплексу казарм у Тонді, де воно і розташовувалося до 1941 року.
Після відновлення незалежності Естонської Республіки у 1992 році у Таллінні діяв Військовий коледж Академії внутрішньої безпеки Естонії. У 1998 році коледж переїхав до Тарту і тепер розміщується в центрі міста у будівлі колишньої Академії сільського господарства, яка до війни належала Кайтселійту.

## Основні задачі коледжу
До основних задач Естонського національного коледжу оборони входять:
- надання вищої освіти бакалаврського та магістерського рівня;
- надання середньої професійної освіти;
- підготовка військовослужбовців запасу;
- проведення досліджень, пов'язаних із обороною країни та розвиток військових наук;
- військова підтримка країни.

## Керівництво та структура коледжу
Коледж очолює командир (начальник), призначений на цю посаду за згодою міністра оборони та міністра освіти і науки країни. У разі відсутності начальника коледжу його може замінити начальник відділу освіти, але за відсутності останнього його замінює начальник Вищого військового училища або спеціально призначений офіцер.
Вищим колегіальним керівним органом коледжу є рада його керівників, кількість членів яких визначає начальник навчального закладу.
Об'єднуючою установою, яка консультує коледж та громадськість, є консультативна рада, яка вносить раді керівників, міністрові оборони та міністрові освіти і науки пропозиції, оцінює роботу коледжу та розглядає питання щодо розвитку навчального плану; рада збирається щонайменше раз на рік.
Структурними підрозділами коледжу є:
- науково-дослідницький центр — більше 10 років бере участь у плануванні міжнародних оборонних систем та діяльності експертної групи, яка визначає оборонну політику, досліджує методи планування оборони і операцій та розробляє функції і структуру управління.
- центр перепідготовки — організовує курси підвищення кваліфікації для офіцерів. У межах цих курсів проходить вивчення професійних та спеціалізованих предметів з метою підвищення кваліфікації.
- центр обліку та підготовки кадрів — розподіляє та підготовлює необхідні навчальні матеріали для збройних сил.
- відділ логістики — організовує навчальні заходи з метою отримання знань та керування обов'язковими аспектами, наприклад, громадським харчуванням, медичним обслуговуванням та транспортом.
- навчальний відділ — відповідає за забезпечення та якість освіти. До складу відділу входять чотири кафедри, центр іноземних мов Збройних сил Естонії та відділ планувань. Загальною метою діяльності кафедр є співпраця із Вищим військовим училищем у підготовці компетентних офіцерів та командирів, а саме надати їм теоретичних знань та практичних навичок для служби у званнях молодших офіцерів в окремих частинах збройних сил країни, тобто навичок командування, навчання та управління підлеглими.
- загальний відділ — організує роботу персоналу коледжу, фінансові витрати, управління справами, обслуговування у сфері зв'язку та інформаційних технологій, охоронні послуги, послуги капелана та діяльність музею (музей Естонського національного коледжу оборони[et]).

### Керівництво коледжу

#### Начальники Естонського національного коледжу оборони
З 1998 року:
- полковник Гаррі Інтс
- полковник Антс Ківісельг
- генерал-майор Антс Лаанеотс[et][4]
- майор Вільяр Шифф
- полковник Аарне Ермус[et]
- полковник Мартін Херем[et]
- полковник Енно Митс[et]

| Начальники Вищого військового училища 1919–1940 - капітан Александр Сімон - полковник Віллем Мардер - підполковник Едуард Рюйтель - полковник Вернер Троссі - полковник Аугуст Касекамп - полковник Александр Яаксон - полковник Артур Сауесельг - полковник Йоганнес Александр Рауд - полковник Йоганнес Соодла | Начальники Коледжу оборони Академії внутрішньої безпеки Естонії з 1991 року - підполковник Ендель Хірвлаане - майор Яак Хауд |  | Начальники Вищого військового училища з 1998 року - майор Лео Куннас - капітан Урмас Ааль - майор Урмас Леппметс - майор Маргус Коплімягі - майор Яанус Айнсалу - майор Вагур Мурулайд - підполковник Маті Тікерпуу - майор Тармо Лухаеер - майор Марек Тіідрус - майор Ерккі Рооснурм |

## Навчальна програма
Вище військове училище Естонського національного коледжу оборони надає прикладну вищу освіту за наступними програмами:
- для офіцерів сухопутних військ — спеціалізація у галузі піхотних, саперних військ, протиповітряної оборони, артилерії, зв'язку або логістики;
- для офіцерів морського флоту — спеціалізація тактичних та технічних офіцерів;
- для офіцерів повітряних сил — підготовка офіцерів-співробітників аеродромів, офіцерів радарної служби або служби зв'язку.

Тривалість підготовки офіцерів сухопутних військ становить 3 роки, офіцерів повітряних сил (спільно із Естонською авіаційною академією) — 3,5 роки, офіцерів морського флоту (спільно із Естонською морською академією) — 3 роки.
Навчальний рік у коледжі поділяється на два різні за тривалістю семестри. Осінній семестр. як і в усіх інших вищих навчальних закладах, триває з вересня до грудня, весняний — з січня до кінця серпня.
Випускники навчальних закладів мають можливість вступити на курси підготовки молодших офіцерів та через рік стати офіцерами сухопутних військ. По закінченню курсів молодші офіцери мають обрати обов'язковий трирічний курс із п'яти, завдяки якому отримають спеціалізацію саперних військ, військ зв'язку, у галузі логістики, артилерії або піхоти. Подальша кар'єра курсантів все одно почнеться після закінчення головного навчального курсу тривалістю три роки.
Після декількох років служби у офіцерів є можливість отримати вищу освіту другого ступеня (магістерського). У межах дворічного магістерського курсу курсанти поглиблюють свої загальні та спеціальні знання і навички, а також надається більш спеціалізована освіта. Магістерська освіта надає можливість закріпити знання, набуті з певною спеціальності та отримати необхідну підготовку для служби у штабі піхотного батальйону та бригади, на посаді командира батальйону або його заступника у військовий час.
Станом на 2012 рік випускні екзамени у коледжі склали 406 офіцерів, з магістерським дипломом випустилися 70 офіцерів, на курсах підготовки молодших офіцерів протягом двох років навчалися 25 офіцерів

## Навчальні курси
Загалом у коледжі пропонуються два курси:
- Базовий навчальний офіцерський курс: перший рівень, триває 3 роки. Кадети отримують навички командирів взводу та роти. Після випуску отримують звання молодшого (другого) лейтенанта.
- Просунутий навчальний офіцерський курс: другий рівень, триває 2 роки. Кадети отримують навички командирів батальйону або бригади.

Після закінчення коледжу випускники мають можливість вивчати два курси:
- Старший навчальний офіцерський курс: третій рівень, триває рік. Проводиться спільно із Балтійським коледжем оборони[en] або у будь-якому навчальному закладі за кордоном.
- Вищий навчальний офіцерський курс: четвертий рівень. Кадети навчаються за кордоном на вищих офіцерських курсах.

В Естонському національному коледжі оборони проводиться офіцерський курс першого рівня; з 2005/06 року надається військова вища освіта другого рівня.

## Традиції коледжу
Наприкінці першого семестру проводиться церемонія посвяти у кадети, після якої проходить кадетський бал.
Щорічними традиційними подіями також є святкування річниці створення Вищого військового училища у квітні та урочистий парад у вересні.

## Символіка
На емблемі коледжу зображені дві сині із золотистою окантовкою літерами ÕA на білому тлі; щит із літерами спирається на золотистий палаючий факел. Літери ÕA є абревіатурою від слова «навчальний заклад» (õppeasutused естонською), щит із гербом країни символізує владу держави, а палаючий факел — знання.

## Корпуси
- Навчальні корпуси — м. Тарту, вул. Рііа, 12 та 12а (міська будівля Кайтселійту);
- Центр симуляції польових дій — вул. Касарму, 11;
- Забудована зовнішня територія коледжу — вул. Пуйєстее, 112;
- Гуртожитки — вул. Рііа, 12а, Ребасе, 9 та Ваксалі, 31;
- Навчальні корпуси та казарми — волость Виру, с. Меегомяе.